# SMS Blücher (1877)
SMS Blücher byla korveta třídy Bismarck postavená pro Císařské loďstvo (německy Kaiserliche Marine) v roce 1878 jako kadetní školní loď, ale před uvedením do provozu byla role změněna na torpédovou školní loď. Původní děla byla odstraněna a došlo ke snížení stěžnů.

## Kariéra
Od srpna roku 1880 do roku 1884 lodi velel Alfred von Tirpitz. Krátce po výbuchu kotlů v listopadu 1907 byla loď vyřazena ze služby.